# Helina mallochiana
Helina mallochiana este o specie de muște din genul Helina, familia Muscidae, descrisă de Fritz Isidore van Emden în anul 1951.
Este endemică în Malawi. Conform Catalogue of Life specia Helina mallochiana nu are subspecii cunoscute.